# Karang Hampa
Karang Hampa is een bestuurslaag in het regentschap Aceh Barat van de provincie Atjeh, Indonesië. Karang Hampa telt 185 inwoners (volkstelling 2010).